# Heilige Willibrordkerk (Oegstgeest)

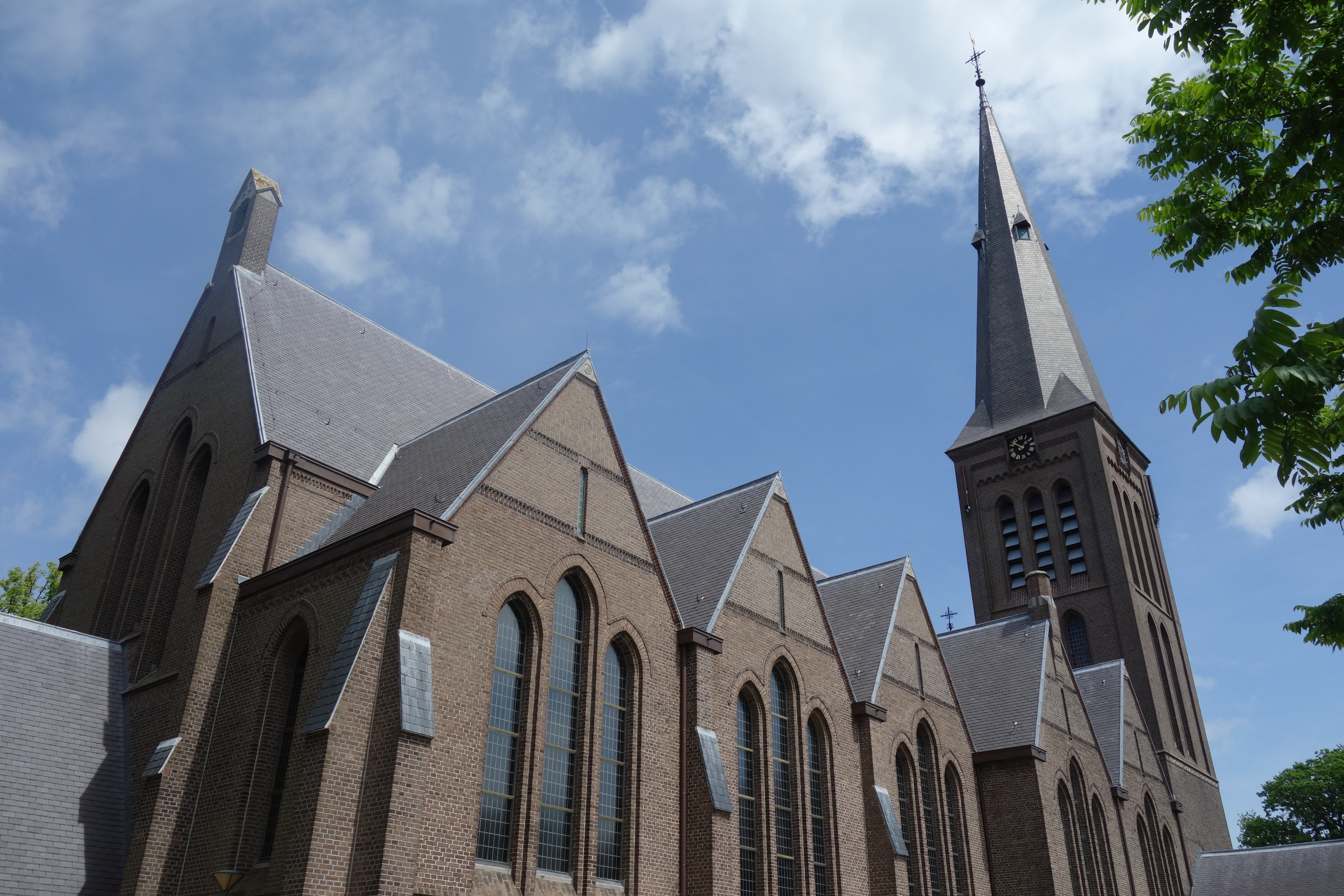
Sint-Willibrordkerk

De Heilige Willibrordkerk of St.-Willibrorduskerk is een rooms-katholiek kerkgebouw in de Zuid-Hollandse plaats Oegstgeest, gelegen aan de Rhijngeesterstraatweg 37. Deze moet niet verward worden met de protestantse Willibrordkerk aan de Haarlemmerstraatweg, die bekendstaat als de Groene kerk.

## Bouwgeschiedenis
Een kleine tweehonderd meter ten noordwesten van de huidige kerk stond in 1771 een bouwvallige, honderd jaar oude schuurkerk voor katholieken uit Katwijk, Rijnsburg, Valkenburg en Oegstgeest. Deze was zo klein dat kerkgangers soms buiten moesten staan. In 1772 was de schuur vervangen door een zaalkerk van 25 meter lang en 10 meter hoog en breed. De huidige kerk werd gebouwd in 1901 naar ontwerp van Joseph Cuypers en Jan Stuyt.

## Uitvoering
De neogotische kerk heeft neoromaanse details. Het interieur wordt overkluisd door houten tongewelven die rijk zijn gepolychromeerd. Het koor is vijfzijdig gesloten en ernaast staat aan de zuidzijde de toren met drie geledingen, die voorzien is van een achtzijdige ingesnoerde naaldspits. De kerk is eenbeukig, maar het middenschip heeft vijf dwarsbeuken met puntgevels, een kerkvorm die bekendstaat als het Haagse hallentype.

## Orgels
De kerk heeft in haar geschiedenis best wel wat orgels gekend. Het vorige orgel werd in de jaren zestig van de twintigste eeuw geplaatst op het koor maar het bleek de constructie niet aan te kunnen. Er werd besloten dat het orgel naar het priesterkoor moest worden verplaatst omdat het te duur was om het daar te verstevigen. 
In het begin van de 21e eeuw werd besloten dat het orgel moest wijken voor een altaar uit een klooster uit Warmond omdat er daar geen ruimte meer zou zijn in dat gebouw voor een kapel. 

## Omgeving
Achter de kerk ligt een klein kerkhof, enkel voor parochianen en naaste familie. Ernaast staat op nummer 35 de pastorie van dezelfde architecten.